# ماسايوشي ميوا
ماسايوشي ميوا (باليابانية: 三輪正義؛ بالكانا: みわ まさよし) هو لاعب كرة قاعدة ياباني، ولد في 23 يناير 1984 في شيمونوسيكي في اليابان.

## وصلات خارجية
- ماسايوشي ميوا على موقع الدوري الياباني لكرة القاعدة (الإنجليزية)
- ماسايوشي ميوا على موقعبيزبول رفرنس.كوم (الدوري الثانوي) (الإنجليزية)